# Berserker

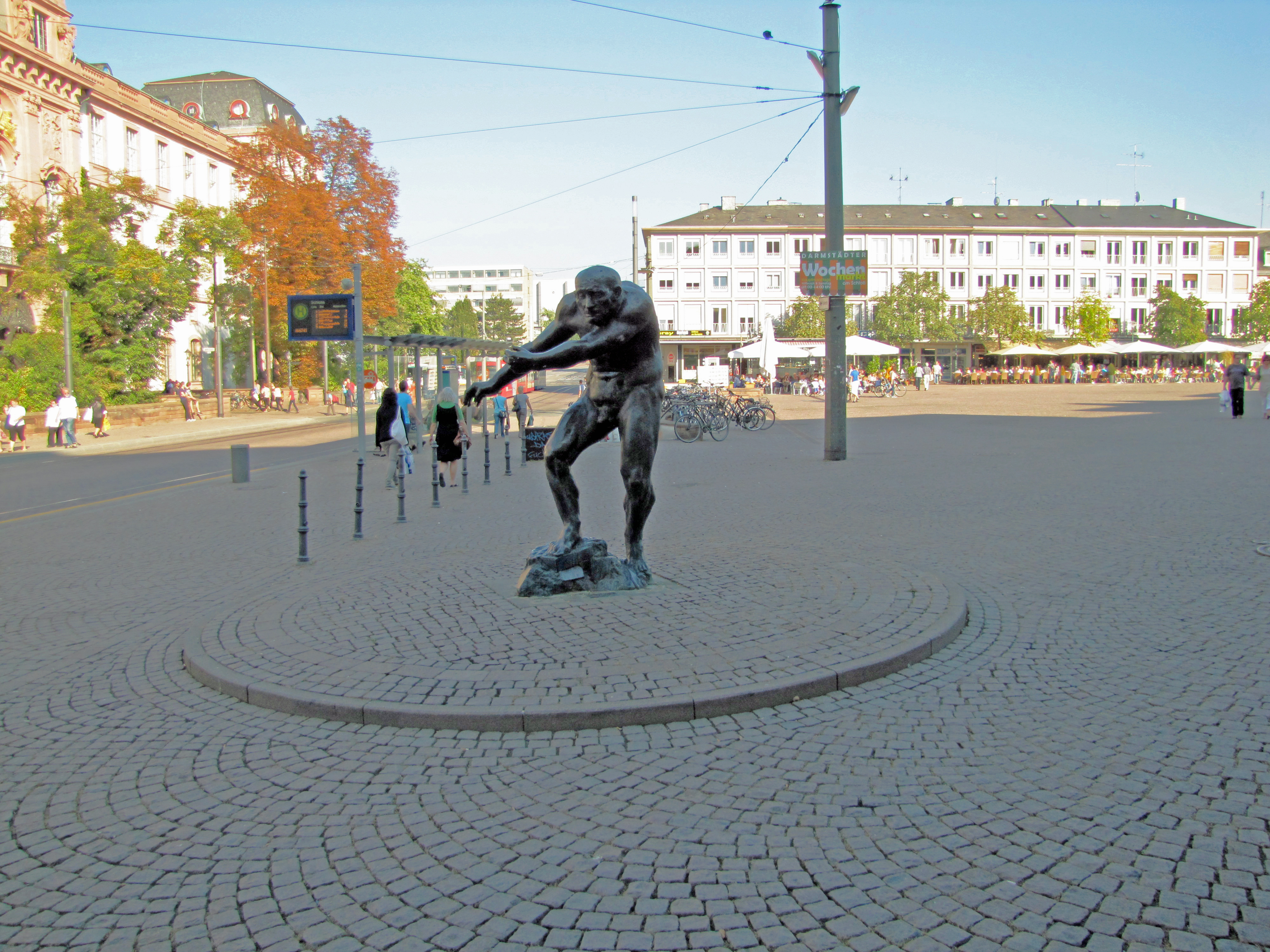

Berserkir (Plural para berserkr) foram guerreiros nórdicos ferozes, que estão relacionados a um culto específico ao deus Odin. Eles despertavam uma fúria incontrolável antes de qualquer batalha.
Há uma divergência sobre o termo nórdico "beraserkr", que podia referir-se a "camisa de urso", em nórdico antigo, da mesma forma como os Ulfrheðinnár ("Usando lobo de outra maneira", pode-se referir ao fato de estarem usando como armadura, não como "cães de caça") usavam peles de lobo. Outra tradução possível é "sem camisa".
A origem dos bersekir é desconhecida. Tácito, porém, faz menção de grupos de guerreiros germânicos com uma fúria frenética, também uma menção bastante conhecida no formato poético de Haraldskæði (8,12,13). 
Especula-se que berserkir eram grupos ou bandos de guerreiros inspirados religiosamente. Esses guerreiros entravam em tamanho estado de fúria em combate que dizia-se que suas peles podiam repelir armas. Alguns eruditos modernos sugerem que a fúria dos berserkir poderia ter sido induzida por consumo de álcool e um cogumelo de espécie amanita, que causa uma variação emocional imensa, dependendo da pessoa o efeito do cogumelo poderia causar efeitos contrários aos desejados, por exemplo, depressão ou até mesmo calma, por isso tais guerreiros eram tão escassos e admirados. Lendas mencionam gangues de berserkir com doze membros cujos aspirantes às mesmas tinham que passar por lutas ritualísticas ou mesmo verdadeiras para serem aceitos. Alguns berserkir tomaram como nomes björn ou biorn em referência aos ursos, um Berserker bastante famoso no mundo das sagas, no qual não recebe um carácter negativo é Böðvar Bjarki, um dos companheiros do rei Hrólfr Kraki: 
"Böðvar Bjarki não comparece à batalha final da narrativa, surgindo para lutar em seu lugar um enorme urso, guiado pelo próprio guerreiro. Ao final, encontram-no exaurido por lutar daquela forma, em que encontra a morte por estar impossibilitado de reagir aos inimigos" 
Lendas contam que guerreiros tomados por um frenesim insano, iam a batalha despidos e atiravam-se nas linhas inimigas.
Em inglês existe a expressão to go berserk, que significa ficar violento, enlouquecido, incontrolável.

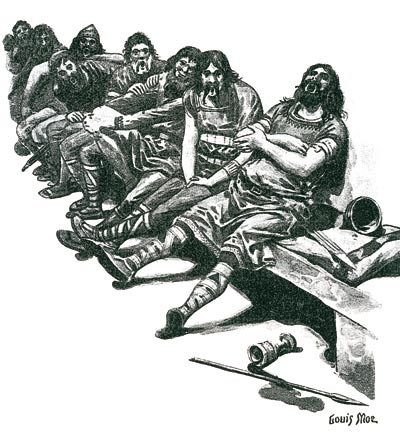
Viking Berserkers

As tradições e magias pré-cristãs nórdicas pagãs tomaram muitas formas. Para os homens, os mais comuns foram os Berserkers: os homens que possuíam os atributos de um totem animal, tipicamente um urso ou lobo.